# Loxobates castetsi
Loxobates castetsi là một loài nhện trong họ Thomisidae.
Loài này thuộc chi Loxobates. Loxobates castetsi được Eugène Simon miêu tả năm 1906.